# Revetal
Revetal/Bergsåsen este o localitate din comuna Re, provincia Vestfold, Norvegia, cu o suprafață de 1,45 km² și o populație de 2.294 locuitori (2013).